# Joan Antoni Barrera
Joan Antoni Barrera (?, 1750 ? — ?, 1800 ?) fou un botànic i apotecari valencià.
Fou un apotecari de Vistabella del Maestrat, a la comarca d'Alcalatén, considerat per Cavanilles com un dels millors botànics del regne, que explorà el massís de Penyagolosa i arribà a reunir més de vuit-centes espècies de plantes, algunes del mateix massís de Penyagolosa, però la major part del turó anomenat Tossal de l'Alforí, algunes de les quals es troben al Jardí botànic de Madrid.